# ابوعمرو بن العلاء
ابو عمر بن العلاء بصری از قراء سبعه‌است. او در میان قراء سبعه بیش از همه دارای کثرت اساتید و شیوخ قرائت بوده، و قرآن را در مناطق مختلفی مانند مکه و مدینه و بصره و کوفه بر استادان زیادی قرائت کرد. وی ایرانی بوده و او را سنی می‌دانند. او در سال ۱۵۴ هجری قمری درگذشت.
کسانی که از او روایت کرده‌اند:
- دوُری (حفص ابن عمرو)
- سوسی (ابو شعیب صالح ابن زیاد)